# Cecil Aagaard
Cecil Aagaard (* 18. September 1916 in Larvik; † 19. Dezember 1984) war ein norwegischer Jazzsänger, Schlagzeuger, Akkordeonist  und Bandleader. Er war ein Vertreter des Kløverjazz, eines norwegischen Jazzstils, und wurde The biggest thing in Swing genannt. Er war auch in der Kopenhagener Jazzszene geschätzt.

## Leben und Wirken
Cecil Aagaard war Autodidakt. Er startete seine musikalische Karriere in den 30er Jahren mit den Funny Fellows in Larvik. 1936 arbeitete er als Musiker in Oslo. Er sang mit den Funny Boys in der Kaba-Bar und hatte auch Radioauftritte. 1938 trat er zusammen mit  Fats Waller während dessen Europa-Tournee in Oslo auf. Zu dieser Zeit wollte ihn Jimmy Lunceford, der sich auf einer ausgedehnten Europatournee befand, in die USA mitnehmen, was aber an einer fehlenden Arbeitserlaubnis scheiterte. Stattdessen trat er 1938 und 1939 mit Freddy Valier und Kai Ewans in Kopenhagen auf. In Oslo  hatte er 1939 und 1940 Auftritte mit Cecil Aagaard and his Swingsters. 1940 spielte er mit Leo Mathisen's Swing Band im Restaurant München in Kopenhagen. In der folgenden Zeit spielte er  mit Arne Hülphers, Gösta Turner und mit Svend Asmussens Swingband. Während des Krieges hatte Aagaard eine eigene Künstleragentur, Skandia. Nach dem Krieg setzte er seine internationale Karriere fort. Er spielte mit Rowlan Greenberg und Arne Astrup, die 1952 mit der Jubilee Dixieland Band in Mailand spielten. Außer Konzerten in Norwegen, hatte  er Engagements in ganz Skandinavien, Deutschland und Italien.
Cecil Aagaard & His Swingsters haben einen festen Platz in der norwegischen Jazzgeschichte. Cecil orientierte sich an Musikern wie Fats Waller und Leo Watson und an den Orchestern von Fletcher Henderson, Duke Ellington und Jimmy Lunceford.
1944 spielte Aagaard im Film Ti gutter og en gjente [Zehn Jungen und eine Wiederholung]. Später trat er nur noch sporadisch auf und betrieb ein Fotogeschäft  in Oslo.

## Cecil Aagaard and his Swingsters
Cecil Aagaard war der Bandleader der Jazzformation Cecil Aagaard and his Swingsters, auch Swingers. Sie hatten 1939 und 1940 Auftritte in Oslo. Zur wechselnden Besetzung gehörte der Bassist und Arzt Fred Lange-Nielsen (1919–1989), nach welchem das Jervell- und Lange-Nielsen-Syndrom (JLNS) benannt wurde. Finn Westbye spielte Gitarre und Saxophon sowie  Ernst Aas Klavier. Cecil Aagaard unterzeichnete 1940 einen Vertrag mit Odeon. Bei den beiden Aufnahmeterminen am  15. Oktober und 29. November 1940 im Klerkegade Studio in Kopenhagen entstanden  acht Aufnahmen, die noch im Weihnachtsgeschäft 1940 auf den Markt gebracht wurden. Musiker bei den Aufnahmen waren Erik Parker und Tage Rasmussen (Trompete), Henry Hagemann (Tenorsaxophon), Kjeld Bonfils (Vibraphon), Leo Mathisen (Klavier), Helge Jacobsen (Gitarre), Carlo Jensen (Bass), Erik Frederiksen (Schlagzeug) und Cecil Aagaard (Gesang).

## Diskographie (Auswahl)

### Aufnahmen vonCecil Aagaard & his Swingsters
- Baby, would you please come home. Odeon D-423
- Blue upstairs. (Woody Herman).  Eingespielt am 15. Oktober 1940 auf Odeon D-424
- Chinatown. Odeon D-445
- Exactly like you. Odeon D-444
- I can't love you anymore. Odeon D-423
- Honeysuckle Rose
  - 2001 veröffentlicht auf der CD Jazz in Norway. Vol. 1, 1920-1940. Jazz, hot & swing beim Label Herman Records OCLC 1004549690
- Marie. (Irving Berlin). Odeon D-444
- My Bonnie is over the ocean. D-445
- Nagasaki. Odeon D-424
  - 2001 veröffentlicht auf der CD Sigarett stomp, Jazz in Norway, vol. 2: 1940 - 1950 beim Label Herman Records OCLC 770741894

### Aufnahmen mit Cecil Aagard undThore Jederby's Orkester
- Rhythm is our business. Foxtrott. (Jimmy Lunceford). Eingespielt am 9. Oktober 1941 in Stockholm. Odeon Schweden D-5013a.
- Greetings to the Lion.  Foxtrott. (Jederby - Aagaard). Odeon Schweden D-5013b.

### Sammlungen
- Cecil Aagaard : portrait of a Norwegian jazz artist. 2006 veröffentlicht beim Label Gemini OCLC 871846367